# Francisco Javier Domínguez
Francisco Javier Domínguez Solar (Santiago, Chile, 14 de agosto de 1890 - Santiago, Chile, 4 de febrero de 1988), fue un ingeniero y destacado hidráulico. 
Cursa estudios en el Colegio San Ignacio de Santiago y Universitarios en la Pontificia Universidad Católica de Chile. Se titula de Ingeniero Civil en 1917 con la Tesis Teórica Experimental: "Escurrimiento crítico producido por angostamientos", Tesis que la Universidad hizo publicar.

## Actividades profesionales nacionales
Apenas titulado, se desempeña hasta 1939 como ingeniero del Departamento de Obras Marítimas del Ministerio de Obras públicas. En 1939 regresa a la CORFO, donde dirige sucesivamente la dirección de Ingeniería Civil, Planeamiento de Regadío Mecánico y finalmente el importante cargo de Jefe del Departamento de Obras Civiles hasta 1960.

## Actividades internacionales
En 1945 es invitado por el gobierno del Ecuador para estudiar el regadío en las provincias de Manabí y Guayas. En ese mismo año asiste al congreso de Ingeniería e Industria celebrado en Río de Janeiro donde es nombrado vicepresidente.
En 1948 es invitado a las Conferencias sobre Hidráulica en el Bureau of Reclamation (USA). En 1950 participó en la Comisión Científica Internacional destinada a recomendar una solución al diferendo entre Afganistán e Irán, en torno al río Helmand.
En 1962, es nombrado Presidente del Comité Regional Latinoamericano de Hidráulica, creado ese año bajo su iniciativa.
Participó en innumerables Congresos de Hidráulica, tanto Sudamericanos como internacionales.

## Actividades académicas
Profesor de Hidráulica de la Pontificia Universidad Católica de Chile de 1919 hasta 1968. Profesor de Hidráulica de la Universidad de Chile desde 1931 hasta 1983, donde sus colegas y alumnos lo llamaban cariñosamente Don Pancho Jota. Profesor Guía de un centenar de Tesis e impulsor de la construcción de los Laboratorios de Hidráulica en ambas Universidades. Desde 1976 el Laboratorio de la Universidad de Chile lleva su nombre.
Publicó un número importante de trabajos de diversos Congresos de Hidráulica Nacionales y sudamericanos. Autor del texto “HIDRAULICA”, cuya primera edición data de 1934, texto de indiscutible importancia en la ingeniería hidráulica en la actualidad.
Impulsó en 1970 la creación de la Sociedad Chilena de Ingeniería Hidráulica - SOCHID, de la cual fuera su socio N°1,  miembro fundador y Presidente de la Sociedad en 1971.

## Distinciones recibidas
- Profesor de Hidráulica de la Pontificia Universidad Católica de Chile
- Docto Sciantiae et Honoris Causa de la Pontificia Universidad Católica de Chile
- Profesor Ordinario de Hidráulica de la Universidad de Chile.
- Profesor Extraordinario de Hidráulica Teórica de la Universidad de Chile.
- Profesor Honoris Causa de la Universidad Mayor de San Andrés de Bolivia.
- Profesor Emérito de la Facultad de Ciencias Físicas y Matemáticas de la Universidad de Chile.
- Miembro de número de la Academia de Ciencias de Toulouse, Francia.
- Miembro Honorario de la Sociedad Venezolana de Ingeniería Hidráulica.
- Medalla de oro del Instituto de Ingenieros de Chile en 1954.
- Miembro Honorario del Colegio de Ingenieros de Chile. Premio Ramón Salas Edwards del Instituto de Ingenieros de Chile.

## Publicaciones
- Hidráulica. Cuya primera edición data de 1935. Editorial Nascimento

, propiedad de inscripción N°4339 impreso en Santiago de Chile.
Segunda Edición 1945., Tercera edición 1959 Editorial Universitaria Inscripción 21075, Cuarta 1974 Editorial Universitaria inscripción 43191